# Poule-les-Écharmeaux
Poule-les-Écharmeaux este o comună în departamentul Rhône din sud-estul Franței. În 2009 avea o populație de 1.045 de locuitori.

## Evoluția populației
| An        | 1975 | 1982 | 1990 | 1999 | 2006 | 2009  |
| --------- | ---- | ---- | ---- | ---- | ---- | ----- |
| Populație | 832  | 795  | 838  | 834  | 956  | 1.045 |